# さんてつ
『さんてつ〜日本鉄道旅行地図帳 三陸鉄道 大震災の記録〜』（さんてつ にほんてつどうちずちょう さんりくてつどう だいしんさいのきろく）は、吉本浩二による日本の漫画。『月刊コミック@バンチ』（新潮社）にて、2011年12月号から2012年4月号まで連載。単行本は全1巻。
東日本大震災で被害を受けた三陸鉄道が復旧する過程を描いた作品である。吉本と編集者・岩坂による三陸鉄道の取材レポートをもとにしたノンフィクションで、中心人物は三陸鉄道の旅客サービス部長・冨手淳である。そのため、冨手本人の話が中心となるが、吉本らが独自に取材したエピソードもある。また、原武史や石井光太ら、震災や三陸鉄道に関係した著名人も実名で登場する。

## 制作の経緯
新潮社で地域毎に出版された『日本鉄道旅行地図帳』（田中比呂之・編集）の「東日本大震災の記録」を漫画化する構想が立てられて岩坂を通じて吉本に打診される。被災者でも地元出身者でもない吉本は当初躊躇したが、受諾する前に単身で現地を訪れた際に被災者から「興味本位のヤジ馬でも大歓迎ですよ。私たちはできるだけ多くの人にこの被災地に来てほしいんです。そして、ここで起こったことを、この光景を目に焼き付けていってほしいんです」という言葉をかけられ、震災を漫画で記録することに意義があると考えて引き受けたという。
連載当時は、北・南リアス線復旧前を取材したものであり、（山田東線編入後の「リアス線」誕生も含めて）復旧後のことは漫画化されていない。

## 登場人物
肩書きなどは全て出版当時のものである。

### 三陸鉄道
冨手 淳（とみて あつし）
吉本達が取材した同社の旅客サービス部長で、主人公。
望月正彦（もちづき まさひこ）
同社社長。震災でほとんどの区間でダメージを受けるさなか、陣頭指揮を執った。
下本 修（しももと おさむ）
北リアス線運転士。久慈駅出発時に、大震災に遭遇する。
休石 実（やすみいし みのる）
南リアス線運転士。盛駅を出発してから、トンネル内で遭遇。乗客2人を誘導して、大船渡市の市街地へ送った。
菊池 望（きくち のぞみ）
アテンダント。震災後、完全復旧まで売店店員をしていた。
金野 安理（かなの あんり）
アテンダント。菊池と同じく、完全復旧まで売店店員をしていた。
長澤 仁志（ながさわ ひとし）
運転士。 震災後、IGRいわて銀河鉄道に暫定転職していた。
内舘 昭二（うちだて しょうじ）
北リアス線運行部司令統括。

### その他
吉本 浩二（よしもと こうじ）
作者。編集者・岩坂に打診されて、取材・執筆を引き受ける。
岩坂 朋昭（いわさか ともあき）
新潮社で震災後の「三陸鉄道」をまとめたノンフィクション漫画が構想された後、吉本を誘った編集担当。
伊藤　眞（いとう まこと）
震災当時、宮古市役所水産課にいた。市役所近くの津波を撮影・記録した。後に総合窓口課主任と成る。
原 武史（はら たけし）
明治学院大学国際学部教授で鉄道史に詳しい。震災後、一部を無料運送した三陸鉄道に感銘を受けて、同社を救済すべく宮古 - 小本間の乗車券1000枚（往復500枚ずつ）を購入した。廃止と高速道路化に反対で、完全復旧を望んでいる。
石井 光太（いしい こうた）
ノンフィクション作家。震災直後、釜石市の遺体安置所を取材して「遺体－震災、津波の果てに、」を執筆。釜石市内の書店で取材をもとにしたトークショーをした。吉本達もトークショーを聴取の上、彼に取材している。
千葉 淳（ちば あつし）
釜石市民生委員。石井が取材、執筆したノンフィクションの主人公、遺体安置所へ日参してはボランティアで遺体をケアしていた。石井のトークショーにも参加して、その時のことを話した。
松岡 公浩（まつおか きみひろ）
釜石市教育委員会・生涯スポーツ課・スポーツ振興係長。彼も千葉と同じく、遺体をケアした。

## 書誌情報
- 吉本浩二 『さんてつ』 新潮社 〈BUNCH COMICS〉、全1巻
  1. 2012年3月9日発売 ISBN 978-4-10-771652-1